# KkStB 67
| KFNB VI / kkStB 67 / kkStB 167                | KFNB VI / kkStB 67 / kkStB 167 | KFNB VI / kkStB 67 / kkStB 167 |
| --------------------------------------------- | ------------------------------ | ------------------------------ |
| KFNB VI 387 „MICHALKOWITZ“ später kkStB 67.01 |                                |                                |
| KFNB VI 386 „PETERSWALD“ später kkStB 167.02  |                                |                                |
| Technische Daten                              |                                |                                |
| Nummernbereich                                | 387–390                        | 385, 386                       |
| Bauart                                        | C n2t                          | C n2t                          |
| Zylinder-Ø                                    | 410 mm                         | 434 mm                         |
| Kolbenhub                                     | 632 mm                         | 632 mm                         |
| Treibrad-Ø                                    | 1186 mm                        | 1186 mm                        |
| Laufrad-Ø vorne                               | –                              | –                              |
| Laufrad-Ø hinten                              | –                              | –                              |
| fester Radstand                               | 3100 mm                        | 3100 mm                        |
| Gesamtradstand                                | 3100 mm                        | 3100 mm                        |
| Gesamtradstand + Tender                       | –                              | –                              |
| Heizfl. d. Rohre                              | 84,5 m²                        | 89,8 m²                        |
| Heizfl. d. Feuerbüchse                        | 6,30 m²                        | 6,10 m²                        |
| Rostfl.                                       | 1,50 m²                        | 1,50 m²                        |
| Dampfdruck                                    | 11,0                           | 10,3                           |
| Gewicht (leer)                                | 32,0 t                         | 32,0 t                         |
| Adhäsionsgewicht                              | 41,0 t                         | 41,0 t                         |
| Dienstgewicht                                 | 41,0 t                         | 41,0 t                         |
| Dienstgewicht + Tender                        | –                              | –                              |
| Wasser                                        | 4,0 m³                         | 4,6 m³                         |
| Kohle                                         | 1,6 m³                         | 2,1 m³                         |
| Länge                                         | 9,130 m                        | 9,435 m                        |
| Länge + Tender                                | –                              | –                              |
| Höhe                                          | 4,190 m                        | 4,186 m                        |

Die Dampflokomotivreihen kkStB 67 und kkStB 167 waren Tenderlokomotivreihen der kkStB, die ursprünglich von der KFNB stammten.

## Geschichte
Die Maschinen der Reihe KFNB VI waren auf der Montanbahn Mährisch Ostrau–Dombrau im Einsatz.
Die Wiener Neustädter Lokomotivfabrik lieferte 1873 4 Stück dieser Lokomotiven der Bauart C.
Sie erhielten die Nummern 387–390 und die Namen „MICHALKOWITZ“, „PECHNIK“, „JAWORZNO“ und „HRANECZNIK“.
1880 lieferte die Lokomotivfabrik Floridsdorf in Floridsdorf zwei ähnliche Lokomotiven, die ebenfalls der Reihe VI zugeordnet wurden und
die Nummern 385 und 386 sowie die Namen „HERMENEGILD“ und „PETERSWALD“ bekamen.
Bei der kkStB wurde die KFNB VI entsprechend ihrer Herstellerfirma in die Reihen 67 (Wr. Neustadt) und 167 (Floridsdorf) aufgeteilt.
Nach dem Ersten Weltkrieg kam die Reihe 67 als Reihe 304.0 zur ČSD, die sie bis 1924 ausmusterte.
Die Reihe 167 bildete die ČSD 304.1, wobei die 304.101 1925 ausgeschieden und an die Zuckerfabrik Kremsier verkauft wurde, wo sie bis 1963 im Einsatz stand. Die 304.102 wurde 1920 an die Zuckerfabrik in Grußbach/Schönau veräußert, wo sie bis 1968 in Betrieb war.